# 64Л6
64Л6 (Гамма-С1) — российская мобильная трёхкоординатная радиолокационная станция общего назначения сантиметрового диапазона длин волн средней дальности. Предназначена для ведения кругового или секторного обзора воздушного пространства в целях средств ПВО, контроля воздушного пространства, а также обеспечения гражданского воздушного движения.

## История создания
В 1980-х годах основную нагрузку по выполнению боевых задач радиолокационного обеспечения ПВО и ВВС СССР на средних и больших высотах выполняли РЛС П-37 в тандеме с радиолокационными высотомерами по типу ПРВ-13 и ПРВ-16. Данный комплекс не соответствовал высоким требованиям к современным средствам обнаружения и перехвата перспективных средств воздушного нападения, к качеству передаваемой информации в сложной помеховой обстановке, производительности и темпу выдачи координат целей. В связи с этим была начата разработка нового межвидового комплекса для ВВС и ПВО. Требования к новой РЛС предусматривали значительную степень автоматизации, возможность адаптации к сменившейся обстановке, высокую степень помехозащищенности от естественных и искусственных помех, а также высокую надежность, мобильность и живучесть. Основные задачи по разработке были возложены на ВНИИРТ. После окончания разработки опытный образец успешно прошел государственные испытания, опытную эксплуатацию в подразделении радиотехнических войск и участвовал в учениях ПВО. после принятия на вооружение в 2003 году РЛС пошла в серийное производство. Серийным выпуском занимается Муромский завод радиоизмерительной аппаратуры  совместно с ВНИИРТ и  Правдинским заводом радиорелейной аппаратуры.

## Возможности комплекса
РЛС способна:
- обнаружить и определить 3 координаты воздушной цели
- определить государственную принадлежность
- точно распознать класс цели
- выявить постановщик активных помех
- выдать трассовую информацию для ПВО[6]

## Особенности конструкции
РЛС полностью состоит из отечественных комплектующих. В качестве антенной системы используется плоская фазированная антенная решетка. Реализация ФАР позволила применить электронное сканирование передающего и приемных лучей диаграммы направленности РЛС в вертикальной плоскости. Передающее устройство использует современный  электровакуумный прибор, имеющий высокую выходную мощность, надежность и обладающий показателями по электромагнитной совместимости и массо-габаритными характеристиками на уровне ведущих образцов в данной сфере. Аппаратура станции обеспечивает высокую степень автоматизации обнаружения целей и управления режимами работы. Выбор режимов работы осуществляется по итогу анализа целевой и помеховой обстановки. Станция оснащена автоматизированной системой функционального контроля, которая осуществляет непрерывную диагностику с достоверностью не менее 0,95 и выдачу оператору информации о состоянии аппаратуры РЛС.
Состав комплекса Гамма-С1:
- автомашина М1, с антенной и поворотным устройством, аппаратурой приемо-передачи и радиозапроса
- автомашина М2, оборудованная системами управления РЛС, обработки данных, отображения информации и передачи полученных данных
- автомашина М3, с ЗиП и дополнительным оборудованием
- прицепы с системами энергоснабжения (на прицепах машин М1 и М2)[10]

## Основные характеристики
| дальность действия в спец. режиме                         | 400                                                                             |
| Диапазон радиоволн                                        | сантиметровый                                                                   |
| Зона обзора:                                              |                                                                                 |
| по дальности                                              | 10-300 км                                                                       |
| по азимуту                                                | 360 град.                                                                       |
| по углу места                                             | от -2 до +30 град.                                                              |
| по высоте                                                 | не менее 30 км                                                                  |
| Период обзора пространства, с                             | 10                                                                              |
| Коэффициент подавления отражений от местных предметов, дБ | не менее 45                                                                     |
| Точность измерения координат, не хуже:                    |                                                                                 |
| по дальности                                              | 50 м                                                                            |
| по азимуту                                                | 15 угловых минут                                                                |
| по углу места, мин                                        | 10-15                                                                           |
| по высоте                                                 | 400 м                                                                           |
| Разрешающая способность:                                  |                                                                                 |
| по дальности                                              | 250 м                                                                           |
| по азимуту, град                                          | 1,4                                                                             |
| Количество сопровождаемых целей                           | не менее 100                                                                    |
| Выдаваемая радиолокационная информация                    | трассовая, координатная                                                         |
| Съем и передача данных                                    | автоматические (полуавтоматические) через АПД по радиоканалу (проводным линиям) |
| Потребляемая мощность                                     | 70-90 кВт                                                                       |
| Время непрерывной работы                                  | 72 ч.                                                                           |
| Среднее время наработки на отказ                          | 500 ч                                                                           |
| Среднее время восстановления                              | 0,5 ч.                                                                          |
| Время включения                                           | 3-5 мин.                                                                        |
| Время развертывания                                       | 40 мин.                                                                         |
| Эксплуатационный расчет                                   | 3 чел.                                                                          |
| Система электропитания                                    | автономная/промышленная сеть                                                    |
| Скорость передвижения по дорогам, км/ч:                   |                                                                                 |
| шоссейным                                                 | 40-50                                                                           |
| грунтовым                                                 | 20-30                                                                           |
| Условия работы:                                           |                                                                                 |
| температура окружающего воздуха                           | ±50 °С                                                                          |
| относительная влажность воздуха                           | до 98% при 25 °С                                                                |
| скорость ветра                                            | до 25 м/с                                                                       |
| высота размещения над уровнем моря                        | до 2000 м                                                                       |

## Оценка машины
Судя по опыту массового производства РЛС и эксплуатации в войсках, станция обладает высокими модернизационными возможностями. В ходе производства проводятся работы по внедрению новых узлов, модулей и систем с применением перспективной элементной базы,  сокращению массогабаритных характеристик и потреблению электропитания. Войсковой опыт боевого применения и эксплуатации РЛС показал, что она может применяться в радиотехнических подразделениях истребительной авиации и  в качестве основной РЛС боевого режима средних и больших высот. К тому же, станция может использоваться в мирное время для боевой подготовки ВВС и выполнения задач боевого дежурства. Использование новых аппаратно-программных средств позволит в ходе дальнейших работ по модификации получить новую возможность – создать на базе аппаратной кабины РЛС автоматизированный пункт управления для радиотехнических войск.

## Модификации
- 96Н6Е «Гамма-С1Е» — экспортный вариант РЛС
- 64Л6-1 «Гамма-С1» — модификация на шасси[14]
- 64Л6М «Гамма-С1М» — модернизированный вариант 96Н6